# مارك كارينغتون
مارك كارينغتون (بالإنجليزية: Mark Carrington)‏ هو لاعب كرة قدم بريطاني، ولد في 4 مايو 1987 في وارينغتون في المملكة المتحدة. لعب مع ميلتون كينز دونز ونادي بوري ونادي ريكسهام ونادي كرو ألكساندرا وهاميلتون أكاديميكال.

## وصلات خارجية
- مارك كارينغتون على موقع قاعدة بيانات كرة القدم.إي يو (الإنجليزية)
- مارك كارينغتون على موقع Soccerbase.com (لاعب) (الإنجليزية)
- مارك كارينغتون على موقع Soccerway.com (الإنجليزية)